# Tractriz

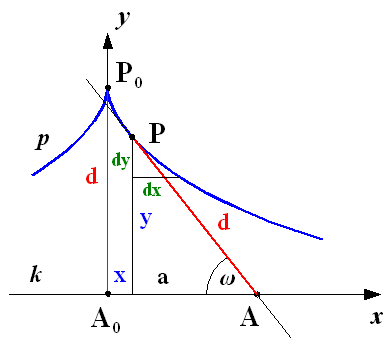
Tractriz (curva en azul).

Tractriz por arrastre de un poste..

Se denomina tractriz a la curva que describe un objeto (situado en P) que es arrastrado por otro (situado en A), que se mantiene a distancia constante d y que se desplaza en línea recta. Es por lo tanto una curva de persecución. La tractriz es la evolvente de la catenaria.

## Ecuaciones paramétricas
Sus ecuaciones paramétricas para x e y, usando el parámetro t, que es la distancia del punto A al origen de coordenadas,  son: 
{\displaystyle t\geq 0}
{\displaystyle x=t-\tanh(t)\,}
{\displaystyle x\geq 0}
{\displaystyle y=1/\cosh(t)\,}
{\displaystyle y>0}

## Característica y origen
La evoluta de la tractriz es la catenaria.
Fue introducida por primera vez por Claude Perrault en 1670, y más tarde estudiada por sir Isaac Newton (1676) y Christiaan Huygens (1692).

## Ecuación con parámetro "d"

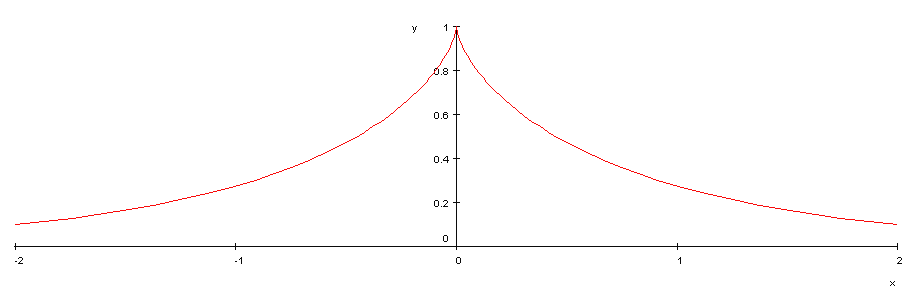
Representación gráfica para d = 1.

Catenaria como evoluta de una tractriz

Las ecuaciones de la tractriz en coordenadas paramétricas, expresadas en función del parámetro d son:
{\displaystyle x=d(\log \tan {\frac {\theta }{2}}+\cos \theta )}
{\displaystyle y=d\sin \theta \,}

## Analogía curiosa
Esta curva es conocida en el mundo de la matemática como la curva del hueso del perro. Esto se debe a que se puede considerar el caso análogo en que el amo se sitúa inicialmente en el origen, y el perro en Po.  El amo caminaría en sentido positivo del eje de la x, mientras el perro, que sería arrastrado por la correa del amo, haría resistencia para volver al punto Po, que sería donde estaría situado el hueso.

## Estudio alternativo
Es la curva para la cual la longitud del segmento de la tangente desde el punto de tangencia P hasta su intersección A con la recta dada ( en este caso el eje Ox) asume un valor constante.
La tractriz es la evolvente de la catenaria, cuyo desarrollo empieza en el vértice {\displaystyle P_{0}}.

La ecuación cartesiana es 

{\displaystyle x=a\cdot Arch{\frac {a}{y}}\pm {\sqrt {a^{2}-y^{2}}}=a\cdot ln{\frac {a\pm {\sqrt {a^{2}-y^{2}}}}{y}}\mp {\sqrt {a^{2}-y^{2}}}}

### Precisiones
- La asíntota es el eje Ox, el punto de retroceso ( con recta tangente vertical) es A(0,a).
- La curva tiene simetría respecto al eje Oy.
- La longitud del arco {\displaystyle P_{0}P} es {\displaystyle L=a\cdot ln({\frac {a}{y}})}.
- Al crecer la longitud  del arco L, la diferencia L-x, donde x es la abscisa del punto P, es ≈ a(1-ln2) ≈ 0,307a.
- El radio de curvatura es {\displaystyle r=a\cdot ctg({\frac {x}{y}})}.[5]
- La rotación de la tractriz, teniendo como eje de rotación el eje Ox,  genera la seudoesfera, donde se realiza la geometría de Lobachevsky.[6]